# Campoletis pyralidis
Campoletis pyralidis là một loài tò vò trong họ Ichneumonidae.